# Макаревский, Вадим Иванович
Макаре́вский Вади́м Ива́нович (1 мая 1918, Новгород — 23 апреля 2001, Москва) — профессор Академии военных наук, генерал-майор в отставке.

## Биография
Окончил школу № 1 г. Севастополя.
В 1935 г. поступил в МИИС (Московский институт инженеров связи).
В 1937 поступил на 2-й курс Военно-инженерной академии им. В. В. Куйбышева.
Окончил Академию 27 января 1941.
Сразу после окончания Академии отправлен на западную границу, в Литву.
Участвовал в оборонительных и наступательных боях под Москвой, освобождении Калуги, Курской битве и освобождении городов Болхов, Карачев, Брянск. В боях по освобождению Городка, Витебска и Полоцка, части Литвы. В боях на Сандомирском плацдарме, освобождении Варшавы и других городов Польши, Германии, в штурме и взятии Берлина.
Служил в войсках (на должностях):
Западного фронта (1941—1943 гг.).
Командир сапёрного батальона 31-й сапёрной Бригады, 1-й сапёрной армии.
Дивизионный инженер 10-й Армии.
Корпусный инженер 11-й Гвардейской Армии.
Начальник штаба инженерных войск 11-й Гвардейской Армии.
1-го Прибалтийского фронта (1943—1944 гг.)
Начальник штаба 10-й штурмовой инженерно-сапёрной бригады.
1-го Украинского фронта (1944 год) и 1-го Белорусского фронта (1944—1945 гг.)
Начальник штаба 17-й мотоинженерной бригады 1-й Гвардейской танковой Армии.
И. о. командира 17-й мотоинженерной бригады 1-й Гвардейской танковой Армии.
Отмечен в Приказе Верховного Главнокомандующего № 288 от 4 марта 1945 года.
В послевоенное время окончил Академию Генерального Штаба им. К. Е. Ворошилова (1951 год) с отличием и золотой медалью.
1956-57 гг. ответственный редактор Военно-Инженерного журнала.
1959-60 гг. старший советник по инженерным войскам в ОАР.
Служил на командных и штабных должностях в войсках. Был начальником инженерных войск 1-й Отдельной Армии, Северо-Кавказского и Прибалтийского военных округов. Завершил службу в должности заместителя начальника Военно-Инженерной Академии им. В. В. Куйбышева.
После увольнения из Вооруженных Сил работал в Институте мировой экономики и международных отношений (ИМЭМО) РАН, в отделе проблем разоружения и безопасности. Автор ряда научных трудов по военному искусству, военной истории, военно-политическим вопросам. проблемам разоружения и безопасности. Член, а в первые годы — координатор, группы «Генералы и адмиралы за мир и разоружение» при Федерации Мира и Согласия (быв. Советский комитет защиты мира). Участвовал в работе Пагуошского движения учёных. Член Президиума Российской ассоциации содействия ООН.
Скончался 23 апреля 2001 года, похоронен в Москве на Троекуровском кладбище.

## Награды
Награждён семью орденами СССР, тремя иностранными орденами.
- Орден Жукова
- 2 ордена Красного Знамени,
- 2 ордена Отечественной войны I степени,
- Орден Отечественной войны II степени,
- Орден Красной Звезды,
- Орден «За службу Родине в Вооружённых Силах СССР» III степени,
- Орден «За храбрость» (валечный) (Польша),
- Кавалерский Крест «Ордена Возрождения Польши» (Польша),
- Орден «Звезда Республики» 4-й степени (Румыния),
- 22 медали, в том числе «За оборону Москвы», «За освобождение Варшавы». «За взятие Берлина», две медали «За боевые заслуги», медаль «За братство по оружию» (ГДР).

## Публикации
- Макаревский В. И. Взрывая и строя — так воевали саперы. М. Московские учебники и Картолитография 2001 г. ISBN 5-7853-0155-5
- Ещё раз о затягивании Берлинской операции. Статья в журнале «Обозреватель»